# Función doblemente periódica

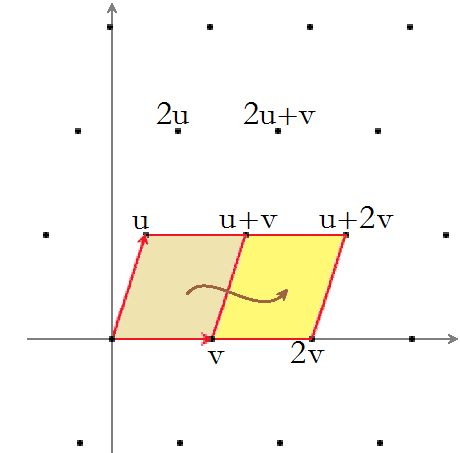
Celdas primitivas de una función doblemente periódica

En matemáticas, una función doblemente periódica es una aplicación definida en el plano complejo caracterizada por poseer dos "períodos", que son dos números complejos linealmente independientes si son considerados como vectores sobre el campo de los números reales. La existencia de estos dos períodos complejos de la función ƒ, denominados aquí u y v, significa que 
{\displaystyle f(z+u)=f(z+v)=f(z)\,}
para todos los valores del número complejo z. 

## Propiedades
La función doblemente periódica es, por lo tanto, una extensión bidimensional de la función periódica más simple, que se repite en una sola dimensión. Ejemplos familiares de funciones con un solo periodo en la recta numérica real incluyen algunas funciones trigonométricas, como el coseno y el seno. En el plano complejo, la función exponencial ez es una función periódica simple, con un período de 2πi. 
Como una aplicación arbitraria de pares de números reales (o números complejos) sobre los números reales, se puede construir una función doblemente periódica con facilidad. Por ejemplo, supóngase que los períodos son 1 e i, de modo que la retícula periódica está formada por el conjunto de cuadrados unitarios con vértices en los enteros gaussianos. Valores en el cuadrado prototipo (es decir, x+iy donde 0 ≤ X < 1 y 0 ≤ y < 1) pueden asignarse de manera bastante arbitraria y luego 'copiarse' a cuadrados adyacentes. Esta función será necesariamente doblemente periódica. 
Si los vectores 1 e i en este ejemplo son reemplazados por los vectores linealmente independientes u y v, el prototipo de cuadrado se convierte en un paralelogramo prototipo que también recubre el plano. El "origen" de la red de paralelogramos no tiene por qué ser el punto 0: la red puede comenzar desde cualquier punto. En otras palabras, se puede pensar en el plano y en sus valores funcionales asociados como si permanecieran fijos, y trasladar mentalmente la retícula para obtener una idea de las características de la función. 
Si una función doblemente periódica es también una función compleja que satisface las ecuaciones de Cauchy-Riemann y proporciona una función analítica lejos de un conjunto de polos aislados, en otras palabras, es una función meromorfa, entonces se puede obtener mucha información sobre dicha función aplicando algunos teoremas básicos del análisis complejo. 
- Una función meromorfa doblemente periódica no constante no se puede delimitar en el paralelogramo prototipo. Porque si así fuera, estaría limitado en todas partes, y por lo tanto sería constante según el teorema de Liouville.
- Como la función es meromórfica, no tiene singularidades esenciales y sus polos están aislados. Por lo tanto, se puede construir una retícula trasladada que no pase por ningún polo. La integral de contorno alrededor de cualquier paralelogramo en la red debe desaparecer,[2] porque los valores asumidos por la función doblemente periódica a lo largo de los dos pares de lados paralelos son idénticos, y los dos pares de lados se atraviesan en direcciones opuestas a medida que se realiza un desplazamiento alrededor del contorno. Por lo tanto, según el teorema de los residuos, la función no puede tener un solo polo simple dentro de cada paralelogramo: debe tener al menos dos polos simples dentro de cada paralelogramo (caso jacobiano), o debe tener al menos un polo de orden mayor que uno (caso de Weierstrass).
- Se puede aplicar un argumento similar a la función g = 1/ƒ, donde ƒ es meromórfica y doblemente periódica. Bajo esta inversión, los ceros de ƒ se convierten en los polos de g, y viceversa. Por lo tanto, la función meromórfica doblemente periódica ƒ no puede tener un cero simple dentro de cada paralelogramo de la retícula, y debe tener al menos dos ceros simples, o debe tener al menos un cero de multiplicidad mayor que uno. De ello se deduce que ƒ no puede alcanzar ningún valor solo una vez, ya que ƒ menos ese valor sería una función meromórfica doblemente periódica con solo un cero.